# جاناتان شونک
جاناتان شونک (انگلیسی: Jonathan Schunke؛ زادهٔ ۲۲ فوریهٔ ۱۹۹۰) بازیکن فوتبال اهل آرژانتین است.
از باشگاه‌هایی که در آن بازی کرده‌است می‌توان به باشگاه فوتبال گودوی کروز و باشگاه فوتبال استودیانتس اشاره کرد.